# 課長令嬢
『課長令嬢』（かちょうれいじょう）は、たかちひろなりによる日本の少年漫画。
『マガジンドラゴン』（講談社）2号で開催された第2回ドラゴンカップのショートギャグ部門で優勝。その後、『週刊少年マガジン』（講談社）において、2009年17号・2009年18号に前後編の読切が掲載され、2009年37号から2010年34号まで連載された。

## あらすじ
東京都立桜ヶ丘高校に転校してきた女子高校生・綾瀬ちづるは、転校初日、「5階建て（の団地）に住んでいる」という発言をクラスメイトから「5階建ての一軒家に住んでいる」と勘違いされ、社長令嬢と誤解されてしまう。実際は社長ではなく課長の娘なのだが、千鶴は真相を明かすことができず、セレブと偽るために四苦八苦する羽目になる。

## 登場人物

### 綾瀬家
綾瀬千鶴（あやせ ちづる）
本作の主人公。東京都立桜ヶ丘高校の1年生。
ごく普通の団地に住む課長の娘だが、クラスメイトから「社長令嬢」と勘違いされており、正体がバレないように四苦八苦している。俳優・松平常彦（まつだいら つねひこ）のファン。
綾瀬十志郎（あやせ とうしろう）
千鶴の兄。高校を卒業後、ニート生活を送っている。
兄妹仲はよいがロリコン趣味がある危険人物で千鶴の制服をブルセラに売ったこともある。逮捕されることもしばしばで、千鶴には完全に将来を諦められている。
綾瀬百合子（あやせ ユリコ）
千鶴の妹。凄まじいほどのバカだが、運は異常によい。10年後の世界では絵本作家となっており、「子供目線で描かれていて素晴らしい」と評判になっている。
綾瀬一郎（あやせ いちろう）
千鶴の父。一般企業の課長だが、清水のミスを庇って僻地へ左遷される。10年後の世界では本社に復帰しているが、清水の部下の係長となっている。

### その他
高倉公平（たかくら こうへい）
千鶴の同級生。大手食品企業の社長の次男。
周囲を誤魔化すために千鶴が高倉家の邸宅を「私の家」と発言したため、その真意を千鶴に問い質しているところをクラスメイトから「千鶴に告白している」と誤解され、遂にはストーカー疑惑までかけられてしまうが、千鶴の「高倉はウチの住み込みの使用人」という言い訳で救われ、以降彼女の使用人のように振舞うようになる。
セレブを演じる千鶴に対しては本物のセレブという立場から毒づく場面もあるが、それなりに大事に思っており、10年後の世界では結婚している。
矢上歩（やがみ あゆむ）
千鶴の同級生。親の事業の成功により、最近セレブとなった成金。
千鶴の転校によって、学校における「金持ちの令嬢」というポジションを奪われたことが気に入らず、あの手この手で千鶴よりも自分の方が上だということを示そうとするが、全て空回りしている。
白石ゆかり（しらいし ゆかり）
千鶴の同級生。実家の本屋が経営戦略の一環として官能小説を集めた影響で、官能小説を読むことが趣味となっている。
清水京子（しみず きょうこ）
一郎の元部下。気が弱く、自分の犯したミスを庇って一郎が僻地に左遷されたことを負い目に感じている。10年後は本社に復帰した一郎の上司になったが、未だに負い目を引きずっている。

## 書誌情報
- たかちひろなり 『課長令嬢』 講談社〈講談社コミックス〉、全2巻
  1. 2010年2月17日第1刷発行（2010年2月17日発売[6]）、ISBN 978-4-06-384260-9
  2. 2010年9月17日第1刷発行（2010年9月17日発売[7]）、ISBN 978-4-06-384369-9